# Ostřice stinná
Ostřice stinná (Carex umbrosa) je druh jednoděložné rostliny z čeledi šáchorovité (Cyperaceae).

## Popis
Jedná se o rostlinu dosahující výšky nejčastěji 20–50 cm. Je vytrvalá a tvoří trsy. Listy jsou střídavé, přisedlé, s listovými pochvami. Lodyha je tupě trojhranná, kratší než listy nebo stejně dlouhá jako listy. Čepele jsou asi 1,5–3 mm široké, ploše žlábkovité. Bazální pochvy jsou hnědé až černohnědé, vláknitě rozpadavé, vytvářejí čupřinu. Ostřice stinná patří mezi různoklasé ostřice, nahoře jsou klásky čistě samčí, dole čistě samičí. Samčí klásek bývá pouze jeden, vzácně 2, samičí jsou většinou 1–3. Listeny jsou bezčepelné nebo dolní s čepelí asi stejně dlouhou jak klásek a s výraznou pochvou. Okvětí chybí. V samčích květech jsou zpravidla 3 tyčinky. Čnělky jsou většinou 3. Plodem je mošnička, která je asi 2,5–4 mm dlouhá, bledě zelená, za zralosti až hnědá, roztroušeně srstnatá, zobánek je krátký, nezřetelně dvouzubý. Každá mošnička je podepřená plevou, která je rezavě až kaštanově hnědá, někdy osinkatá. Kvete nejčastěji v dubnu až v květnu. Počet chromozómů: 2n=66.

## Rozšíření
Ostřice stinná roste v hlavně v Evropě, na východ zasahuje v Rusku až do západní Asie.

## Rozšíření v Česku
V ČR roste roztroušeně od nížin do podhůří, zpravidla ve vlhkých lesích a na slatinných loukách. Na Moravě je vzácná.

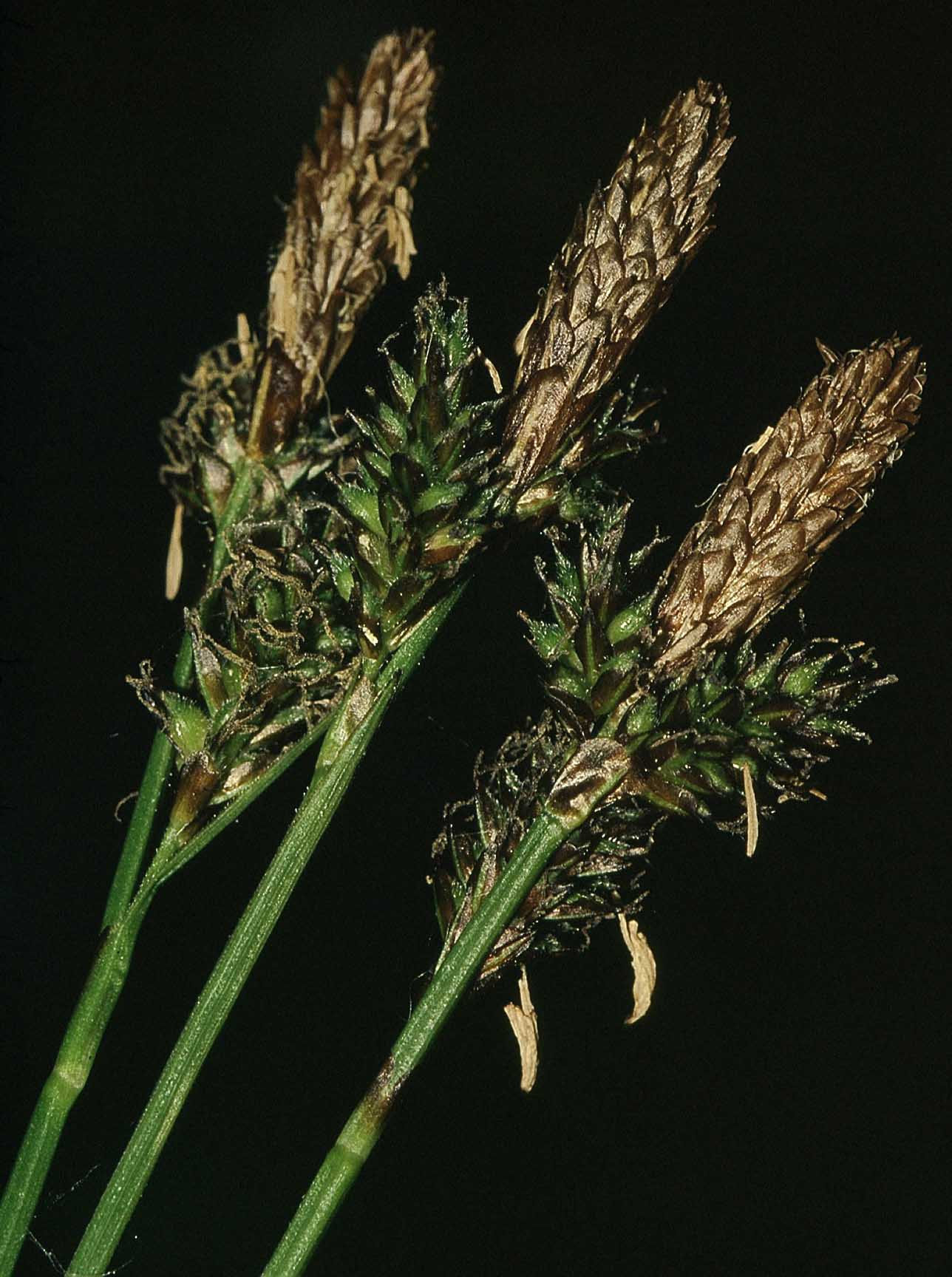
detail klásků